# Yun Young-sook
Yun Young-sook (hangŭl: 윤영숙) (10 settembre 1971) è un'arciera sudcoreana, vincitrice della medaglia d'oro nella gara a squadre  e della medaglia di bronzo nella gara individuale di tiro con l'arco alle olimpiadi del 1988.

## Carriera
A soli 17 anni Yun Young-sook vinse la sua prima medaglia d'oro olimpica ai Giochi della XXIV Olimpiade del 1988 nella gara a squadre di tiro con l'arco insieme alle compagne di squadra Kim Soo-nyung e Wang Hee-kyung.

L'edizione olimpica casalinga fu particolarmente fortunata per la tiratrice coreana, che riuscì a vincere anche la medaglia di bronzo olimpica nella prova individuale.

## Palmarès
| Anno | Manifestazione              | Sede | Evento           |        |
| ---- | --------------------------- | ---- | ---------------- | ------ |
| 1988 | Giochi della XXIV Olimpiade | Seul | Gara individuale | Bronzo |
| 1988 | Giochi della XXIV Olimpiade | Seul | Gara a squadre   | Oro    |